# Boissuelh (Alta Viena)
Boissuélh (en francès Boisseuil) és un municipi francès situat al departament de l'Alta Viena i a la regió de la Nova Aquitània.

## Demografia
| 1962                                       | 1968 | 1975 | 1982 | 1990 | 1999 | 2006 | 2007 | 2008 |
| ------------------------------------------ | ---- | ---- | ---- | ---- | ---- | ---- | ---- | ---- |
| 566                                        | 574  | 838  | 1223 | 1558 | 1969 | 2409 | 2463 | 2538 |
| Des de 1962: població sense dobles comptes |      |      |      |      |      |      |      |      |

## Administració
| Període | Identitat          | Partit |
| ------- | ------------------ | ------ |
| 2001-   | Jean-Louis Nouhaud | PS     |

## Agermanaments
- Soneixa